# Georges Poirot
 (septembre 2019).
Si vous disposez d'ouvrages ou d'articles de référence ou si vous connaissez des sites web de qualité traitant du thème abordé ici, merci de compléter l'article en donnant les références utiles à sa vérifiabilité et en les liant à la section « Notes et références ».
Pour les articles homonymes, voir Poirot.
Georges Poirot, né le 10 septembre 1891 à Nancy (Meurthe-et-Moselle) et mort le 26 mai 1983 dans la même ville, est un archéologue et préhistorien français.

## Biographie
Georges Poirot entre en 1910 dans les Ponts et Chaussées à Pont-à-Mousson, suivant les traces de son père Auguste Poirot, technicien des travaux publics (mort en 1932). En 1914, au début de la Première Guerre mondiale, il est mobilisé au 6e régiment d'artillerie à pied. Il terminera la guerre avec le grade de lieutenant au 72e ALGP. Jusqu'en 1919, il fait partie du corps d'occupation de la rive gauche du Rhin à Ludwigshafen puis rentre en France où il reprend sa carrière de géomètre-dessinateur aux Fonderies de Pont-à-Mousson.
Au début de la Seconde Guerre mondiale, il est mobilisé à nouveau, au grade de capitaine, et commande une batterie de DCA sur la colline de Sainte-Geneviève. Fait prisonnier le 20 juin 1940, il est détenu à l'oflag de Lübeck jusqu'à sa libération en décembre 1941 et son rapatriement en zone libre. Il travaille alors à des barrages près de Cahors et de Grenoble jusqu'en 1947, date à laquelle il reprend ses activités professionnelles aux Fonderies de Pont-à-Mousson. Il prend sa retraite en 1957.

## Travaux d'archéologie
La passion de Georges Poirot pour l'archéologie lui vient de son père Auguste, l'un des premiers archéologues lorrains de la fin du XIXe siècle, collaborateur de Jules Beaupré. Après avoir participé dans sa jeunesse aux fouilles de cette équipe dans la région, il mène en 1923-1924 les travaux sur le cimetière mérovingien Saint-Epvre de Blénod-lès-Pont-à-Mousson.
Dans la suite de l'entre-deux-guerres et durant l'après-guerre, ses recherches personnelles se concentreront sur les périodes préhistoriques et protohistoriques : stations de surface du paléolithique ancien, du mésolithique et du néolithique, nécropole tumulaire de la forêt de Facq à Lesménils et habitats fortifiés protohistoriques, notamment différentes enceintes à Autreville, Lironville, Valcourt, Pagny-sur-Moselle et Frouard.
Ses travaux ont donné lieu à de multiples publications dans la Revue lorraine d'Anthropologie, le Bulletin de la Société préhistorique française, la Revue historique de la Lorraine et la Revue archéologique de l'Est.